# マイレージ、マイライフの受賞とノミネートの一覧
『マイレージ、マイライフ』は、ジェイソン・ライトマン監督、ライトマン及びシェルドン・ターナー脚本による2009年のアメリカ合衆国のコメディドラマ映画である。ウォルター・カーンによる2001年の同名小説を原作としている。2009年9月6日にテルライド映画祭で「スニーク・プレビュー」が上映された後、9月12日にトロント国際映画祭にワールド・プレミアが行われた。2009年12月4日にアメリカの15劇場で封切られ、初週末に約110万ドルを売り上げた。12月23日には拡大公開となり、その週末の売り上げは1100万ドルに至った。北米での劇場公開は18週以上続き、累計興行収入は7900万ドル、その他の市場では8300万ドルを売り上げた。
『マイレージ、マイライフ』は映画そのものから脚本、監督、編集、3人の主演（ジョージ・クルーニー、ヴェラ・ファーミガ、アナ・ケンドリック）に至るまでが様々な賞にノミネートされた。第82回アカデミー賞は6つの候補を獲得したが無冠に終わった。第63回英国アカデミー賞ではライトマンとターナーが脚色賞を獲得し、また他に5部門で候補に挙がった。ダラス・フォートワース映画批評家協会では作品賞の他、監督賞、脚本賞、主演男優賞を獲得した。第67回ゴールデングローブ賞では5部門で候補に挙がり、ライトマンとターナーが脚本賞を受賞した。ライトマンとターナーは全米脚本家組合賞でも脚色賞を獲得した。
第14回サテライト賞では5部門で候補に挙がり、ロルフ・ケントが作曲賞を受賞した。クルーニー、ファーミガ、ケンドリックは第16回全米映画俳優組合賞で候補に挙がったが、受賞は全て逃した。ケンドリックはMTVムービー・アワードのブレイクスルー演技賞やパームスプリング国際映画祭のライジング・スター賞を獲得した。フロリダ映画批評家協会、アイオワ映画批評家協会、サウスイースタン映画批評家協会、バンクーバー映画批評家協会など11の賞で作品賞を獲得した。放送映画批評家協会、セントラルオハイオ映画批評家協会、デンバー映画批評協会、ワシントンD.C.映画批評家協会ではキャスト賞でも候補に挙がった。カンザスシティ映画批評家協会とナショナル・ボード・オブ・レビューでは候補に挙がった全ての部門での受賞を果たした。衣裳デザイナーのダニー。グリッカーは衣裳デザイナー組合賞のコンテンポラリー映画部門で候補に挙がった。またロジャー・イーバート、アメリカン・フィルム・インスティチュート、『ニューヨーク・タイムズ』などがこの映画を2009年のベストに挙げた

## 一覧
| 賞                                     | 授賞式         | 部門                                | 候補                                                               | 結果       |
| -------------------------------------- | -------------- | ----------------------------------- | ------------------------------------------------------------------ | ---------- |
| アカデミー賞                           | 2010年3月7日   | 作品賞                              | ダニエル・タビッキ、アイヴァン・ライトマン、ジェイソン・ライトマン | ノミネート |
| アカデミー賞                           | 2010年3月7日   | 監督賞                              | ジェイソン・ライトマン                                             | ノミネート |
| アカデミー賞                           | 2010年3月7日   | 脚色賞                              | ジェイソン・ライトマン、シェルドン・ターナー                       | ノミネート |
| アカデミー賞                           | 2010年3月7日   | 主演男優賞                          | ジョージ・クルーニー                                               | ノミネート |
| アカデミー賞                           | 2010年3月7日   | 助演女優賞                          | ヴェラ・ファーミガ                                                 | ノミネート |
| アカデミー賞                           | 2010年3月7日   | 助演女優賞                          | アナ・ケンドリック                                                 | ノミネート |
| アメリカ映画編集者協会賞               | 2010年2月14日  | 長編映画編集賞                      | デイナ・E・グローバーマン                                          | ノミネート |
| 美術監督組合賞                         | 2010年2月13日  | プロダクションデザイン賞 (現代映画) | スティーヴ・サクラッド                                             | ノミネート |
| オースティン映画批評家協会賞           | 2009年12月15日 | 脚色賞                              | ジェイソン・ライトマン、シェルドン・ターナー                       | 受賞       |
| オースティン映画批評家協会賞           | 2009年12月15日 | 助演女優賞                          | アナ・ケンドリック                                                 | 受賞       |
| オースティン映画祭                     | 2009年10月29日 | 観客賞 (コンペティション外)         | 『マイレージ、マイライフ』                                         | 受賞       |
| 英国アカデミー賞                       | 2010年2月21日  | 作品賞                              | ダニエル・タビッキ、アイヴァン・ライトマン、ジェイソン・ライトマン | ノミネート |
| 英国アカデミー賞                       | 2010年2月21日  | 脚色賞                              | ジェイソン・ライトマン、シェルドン・ターナー                       | 受賞       |
| 英国アカデミー賞                       | 2010年2月21日  | 主演男優賞                          | ジョージ・クルーニー                                               | ノミネート |
| 英国アカデミー賞                       | 2010年2月21日  | 助演女優賞                          | ヴェラ・ファーミガ                                                 | ノミネート |
| 英国アカデミー賞                       | 2010年2月21日  | 助演女優賞                          | アナ・ケンドリック                                                 | ノミネート |
| 英国アカデミー賞                       | 2010年2月21日  | 編集賞                              | デイナ・E・グローバーマン                                          | ノミネート |
| クリティクス・チョイス・アワード       | 2010年1月15日  | 作品賞                              | 『マイレージ、マイライフ』                                         | ノミネート |
| クリティクス・チョイス・アワード       | 2010年1月15日  | 監督賞                              | ジェイソン・ライトマン                                             | ノミネート |
| クリティクス・チョイス・アワード       | 2010年1月15日  | 脚色賞                              | ジェイソン・ライトマン、シェルドン・ターナー                       | 受賞       |
| クリティクス・チョイス・アワード       | 2010年1月15日  | 主演男優賞                          | ジョージ・クルーニー                                               | ノミネート |
| クリティクス・チョイス・アワード       | 2010年1月15日  | 助演女優賞                          | ヴェラ・ファーミガ                                                 | ノミネート |
| クリティクス・チョイス・アワード       | 2010年1月15日  | 助演女優賞                          | アナ・ケンドリック                                                 | ノミネート |
| クリティクス・チョイス・アワード       | 2010年1月15日  | アンサンブル演技賞                  | 『マイレージ、マイライフ』                                         | ノミネート |
| クリティクス・チョイス・アワード       | 2010年1月15日  | 編集賞                              | デイナ・E・グローバーマン                                          | ノミネート |
| シカゴ映画批評家協会賞                 | 2009年12月21日 | 作品賞                              | 『マイレージ、マイライフ』                                         | ノミネート |
| シカゴ映画批評家協会賞                 | 2009年12月21日 | 監督賞                              | ジェイソン・ライトマン                                             | ノミネート |
| シカゴ映画批評家協会賞                 | 2009年12月21日 | 脚色賞                              | ジェイソン・ライトマン、シェルドン・ターナー                       | 受賞       |
| シカゴ映画批評家協会賞                 | 2009年12月21日 | 主演男優賞                          | ジョージ・クルーニー                                               | ノミネート |
| シカゴ映画批評家協会賞                 | 2009年12月21日 | 助演女優賞                          | ヴェラ・ファーミガ                                                 | ノミネート |
| シカゴ映画批評家協会賞                 | 2009年12月21日 | 助演女優賞                          | アナ・ケンドリック                                                 | ノミネート |
| 衣裳デザイナー組合賞                   | 2010年2月25日  | 衣裳デザイン賞 (現代映画)           | ダニー・グリッカー                                                 | ノミネート |
| ダラス・フォートワース映画批評家協会賞 | 2009年12月16日 | 作品賞                              | 『マイレージ、マイライフ』                                         | 受賞       |
| ダラス・フォートワース映画批評家協会賞 | 2009年12月16日 | 監督賞                              | ジェイソン・ライトマン                                             | 受賞       |
| ダラス・フォートワース映画批評家協会賞 | 2009年12月16日 | 脚本賞                              | ジェイソン・ライトマン、シェルドン・ターナー                       | 受賞       |
| ダラス・フォートワース映画批評家協会賞 | 2009年12月16日 | 主演男優賞                          | ジョージ・クルーニー                                               | 受賞       |
| ダラス・フォートワース映画批評家協会賞 | 2009年12月16日 | 助演女優賞                          | ヴェラ・ファーミガ                                                 | ノミネート |
| ダラス・フォートワース映画批評家協会賞 | 2009年12月16日 | 助演女優賞                          | アナ・ケンドリック                                                 | ノミネート |
| デトロイト映画批評家協会賞             | 2009年12月11日 | 作品賞                              | 『マイレージ、マイライフ』                                         | ノミネート |
| デトロイト映画批評家協会賞             | 2009年12月11日 | 監督賞                              | ジェイソン・ライトマン                                             | ノミネート |
| デトロイト映画批評家協会賞             | 2009年12月11日 | 主演男優賞                          | ジョージ・クルーニー                                               | ノミネート |
| デトロイト映画批評家協会賞             | 2009年12月11日 | 助演女優賞                          | ヴェラ・ファーミガ                                                 | ノミネート |
| デトロイト映画批評家協会賞             | 2009年12月11日 | 助演女優賞                          | アナ・ケンドリック                                                 | ノミネート |
| デトロイト映画批評家協会賞             | 2009年12月11日 | ブレイクスルー演技賞                | アナ・ケンドリック                                                 | ノミネート |
| 全米監督協会賞                         | 2010年1月30日  | 長編映画監督賞                      | ジェイソン・ライトマン                                             | ノミネート |
| エンパイア賞                           | 2010年3月28日  | コメディ賞                          | 『マイレージ、マイライフ』                                         | ノミネート |
| エンパイア賞                           | 2010年3月28日  | 新人賞                              | アナ・ケンドリック                                                 | ノミネート |
| フロリダ映画批評家協会賞               | 2009年12月21日 | 作品賞                              | 『マイレージ、マイライフ』                                         | 受賞       |
| フロリダ映画批評家協会賞               | 2009年12月21日 | 監督賞                              | ジェイソン・ライトマン                                             | 受賞       |
| フロリダ映画批評家協会賞               | 2009年12月21日 | 主演男優賞                          | ジョージ・クルーニー                                               | 受賞       |
| ゴールデングローブ賞                   | 2010年1月17日  | ドラマ映画賞                        | 『マイレージ、マイライフ』                                         | ノミネート |
| ゴールデングローブ賞                   | 2010年1月17日  | 監督賞                              | ジェイソン・ライトマン                                             | ノミネート |
| ゴールデングローブ賞                   | 2010年1月17日  | 脚本賞                              | ジェイソン・ライトマン、シェルドン・ターナー                       | 受賞       |
| ゴールデングローブ賞                   | 2010年1月17日  | 映画主演男優賞                      | ジョージ・クルーニー                                               | ノミネート |
| ゴールデングローブ賞                   | 2010年1月17日  | 映画助演女優賞                      | ヴェラ・ファーミガ                                                 | ノミネート |
| ゴールデングローブ賞                   | 2010年1月17日  | 映画助演女優賞                      | アナ・ケンドリック                                                 | ノミネート |
| ヒューストン映画批評家協会賞           | 2009年12月19日 | 作品賞                              | 『マイレージ、マイライフ』                                         | ノミネート |
| ヒューストン映画批評家協会賞           | 2009年12月19日 | 監督賞                              | ジェイソン・ライトマン                                             | ノミネート |
| ヒューストン映画批評家協会賞           | 2009年12月19日 | 脚本賞                              | ジェイソン・ライトマン、シェルドン・ターナー                       | 受賞       |
| ヒューストン映画批評家協会賞           | 2009年12月19日 | 主演男優賞                          | ジョージ・クルーニー                                               | 受賞       |
| ヒューストン映画批評家協会賞           | 2009年12月19日 | 助演女優賞                          | ヴェラ・ファーミガ                                                 | ノミネート |
| ヒューストン映画批評家協会賞           | 2009年12月19日 | 助演女優賞                          | アナ・ケンドリック                                                 | 受賞       |
| アイルランド映画テレビ賞               | 2010年2月20日  | 国際女優賞                          | アナ・ケンドリック                                                 | 受賞       |
| ロンドン映画批評家協会賞               | 2010年2月18日  | 作品賞                              | 『マイレージ、マイライフ』                                         | ノミネート |
| ロンドン映画批評家協会賞               | 2010年2月18日  | 監督賞                              | ジェイソン・ライトマン                                             | ノミネート |
| ロンドン映画批評家協会賞               | 2010年2月18日  | 男優賞                              | ジョージ・クルーニー                                               | ノミネート |
| ロンドン映画批評家協会賞               | 2010年2月18日  | 女優賞                              | ヴェラ・ファーミガ                                                 | ノミネート |
| ロサンゼルス映画批評家協会賞           | 2009年12月14日 | 作品賞                              | 『マイレージ、マイライフ』                                         | ノミネート |
| ロサンゼルス映画批評家協会賞           | 2009年12月14日 | 脚本賞                              | ジェイソン・ライトマン、シェルドン・ターナー                       | 受賞       |
| ロサンゼルス映画批評家協会賞           | 2009年12月14日 | 助演女優賞                          | アナ・ケンドリック                                                 | ノミネート |
| MTVムービー・アワード                  | 2010年6月6日   | ブレイクスルー演技賞                | アナ・ケンドリック                                                 | 受賞       |
| ナショナル・ボード・オブ・レビュー賞   | 2010年1月12日  | 作品賞                              | 『マイレージ、マイライフ』                                         | 受賞       |
| ナショナル・ボード・オブ・レビュー賞   | 2010年1月12日  | 脚色賞                              | ジェイソン・ライトマン、シェルドン・ターナー                       | 受賞       |
| ナショナル・ボード・オブ・レビュー賞   | 2010年1月12日  | 男優賞                              | ジョージ・クルーニー                                               | 受賞       |
| ナショナル・ボード・オブ・レビュー賞   | 2010年1月12日  | 助演女優賞                          | アナ・ケンドリック                                                 | 受賞       |
| ニューヨーク映画批評家協会賞           | 2009年12月14日 | 作品賞                              | 『マイレージ、マイライフ』                                         | ノミネート |
| ニューヨーク映画批評家協会賞           | 2009年12月14日 | 脚本賞                              | ジェイソン・ライトマン、シェルドン・ターナー                       | ノミネート |
| ニューヨーク映画批評家協会賞           | 2009年12月14日 | 主演男優賞                          | ジョージ・クルーニー                                               | 受賞       |
| ニューヨーク映画批評家協会賞           | 2009年12月14日 | 助演女優賞                          | ヴェラ・ファーミガ                                                 | ノミネート |
| ニューヨーク映画批評家協会賞           | 2009年12月14日 | 助演女優賞                          | アナ・ケンドリック                                                 | ノミネート |
| パームスプリングス国際映画祭           | 2010年1月7日   | 監督賞                              | ジェイソン・ライトマン                                             | 受賞       |
| パームスプリングス国際映画祭           | 2010年1月7日   | ライジング・スター賞                | アナ・ケンドリック                                                 | 受賞       |
| 全米製作者組合賞                       | 2010年1月24日  | 劇場映画賞                          | ダニエル・タビッキ、アイヴァン・ライトマン、ジェイソン・ライトマン | ノミネート |
| サテライト賞                           | 2009年12月20日 | ミュージカル・コメディ映画賞        | 『マイレージ、マイライフ』                                         | ノミネート |
| サテライト賞                           | 2009年12月20日 | 脚色賞                              | ジェイソン・ライトマン、シェルドン・ターナー                       | ノミネート |
| サテライト賞                           | 2009年12月20日 | 作曲賞                              | ロルフ・ケント                                                     | 受賞       |
| サテライト賞                           | 2009年12月20日 | 主演男優賞                          | ジョージ・クルーニー                                               | ノミネート |
| サテライト賞                           | 2009年12月20日 | 助演女優賞                          | アナ・ケンドリック                                                 | ノミネート |
| 全米映画俳優組合賞                     | 2010年1月23日  | 主演男優賞                          | ジョージ・クルーニー                                               | ノミネート |
| 全米映画俳優組合賞                     | 2010年1月23日  | 助演女優賞                          | ヴェラ・ファーミガ                                                 | ノミネート |
| 全米映画俳優組合賞                     | 2010年1月23日  | 助演女優賞                          | アナ・ケンドリック                                                 | ノミネート |
| セントルイス映画批評家協会賞           | 2009年12月21日 | 作品賞                              | 『マイレージ、マイライフ』                                         | 受賞       |
| セントルイス映画批評家協会賞           | 2009年12月21日 | 監督賞                              | ジェイソン・ライトマン                                             | ノミネート |
| セントルイス映画批評家協会賞           | 2009年12月21日 | 脚本賞                              | ジェイソン・ライトマン、シェルドン・ターナー                       | ノミネート |
| セントルイス映画批評家協会賞           | 2009年12月21日 | 主演男優賞                          | ジョージ・クルーニー                                               | 受賞       |
| セントルイス映画批評家協会賞           | 2009年12月21日 | 助演女優賞                          | ヴェラ・ファーミガ                                                 | ノミネート |
| セントルイス映画批評家協会賞           | 2009年12月21日 | 助演女優賞                          | アナ・ケンドリック                                                 | ノミネート |
| トロント映画批評家協会賞               | 2009年12月16日 | 脚色賞                              | ジェイソン・ライトマン、シェルドン・ターナー                       | 受賞       |
| トロント映画批評家協会賞               | 2009年12月16日 | 主演男優賞                          | ジョージ・クルーニー                                               | ノミネート |
| トロント映画批評家協会賞               | 2009年12月16日 | 助演女優賞                          | ヴェラ・ファーミガ                                                 | ノミネート |
| トロント映画批評家協会賞               | 2009年12月16日 | 助演女優賞                          | アナ・ケンドリック                                                 | 受賞       |
| USCスクリプター賞                      | 2010年2月6日   | 脚本賞                              | ジェイソン・ライトマン、シェルドン・ターナー、ウォルター・カーン   | 受賞       |
| バンクーバー映画批評家協会賞           | 2010年1月13日  | 作品賞                              | 『マイレージ、マイライフ』                                         | 受賞       |
| バンクーバー映画批評家協会賞           | 2010年1月13日  | 監督賞                              | ジェイソン・ライトマン                                             | ノミネート |
| バンクーバー映画批評家協会賞           | 2010年1月13日  | 脚本賞                              | ジェイソン・ライトマン、シェルドン・ターナー                       | 受賞       |
| バンクーバー映画批評家協会賞           | 2010年1月13日  | 主演男優賞                          | ジョージ・クルーニー                                               | ノミネート |
| バンクーバー映画批評家協会賞           | 2010年1月13日  | 助演女優賞                          | ヴェラ・ファーミガ                                                 | 受賞       |
| バンクーバー映画批評家協会賞           | 2010年1月13日  | 助演女優賞                          | アナ・ケンドリック                                                 | ノミネート |
| ワシントンD.C.映画批評家協会賞         | 2009年12月7日  | 作品賞                              | 『マイレージ、マイライフ』                                         | 受賞       |
| ワシントンD.C.映画批評家協会賞         | 2009年12月7日  | 脚色賞                              | ジェイソン・ライトマン、シェルドン・ターナー                       | 受賞       |
| ワシントンD.C.映画批評家協会賞         | 2009年12月7日  | 監督賞                              | ジェイソン・ライトマン                                             | ノミネート |
| ワシントンD.C.映画批評家協会賞         | 2009年12月7日  | 主演男優賞                          | ジョージ・クルーニー                                               | 受賞       |
| ワシントンD.C.映画批評家協会賞         | 2009年12月7日  | 助演女優賞                          | ヴェラ・ファーミガ                                                 | ノミネート |
| ワシントンD.C.映画批評家協会賞         | 2009年12月7日  | 助演女優賞                          | アナ・ケンドリック                                                 | ノミネート |
| ワシントンD.C.映画批評家協会賞         | 2009年12月7日  | ブレイクスルー演技賞                | アナ・ケンドリック                                                 | ノミネート |
| ワシントンD.C.映画批評家協会賞         | 2009年12月7日  | アンサンブル賞                      | 『マイレージ、マイライフ』                                         | ノミネート |
| 全米脚本家組合賞                       | 2010年2月20日  | 脚色賞                              | ジェイソン・ライトマン、シェルドン・ターナー                       | 受賞       |